# Records des Spurs de San Antonio
Cette page liste les records de l'équipe et des joueurs des Spurs de San Antonio depuis leur création en 1967.

## Records individuels en saison régulière
Légende: En Gras : joueurs encore en activité en NBA.

### En carrière
| Statistique             | Joueur         | Record |
| ----------------------- | -------------- | ------ |
| Matchs joués            | Tim Duncan     | 1 392  |
| Points                  | Tim Duncan     | 26 496 |
| Passes décisives        | Tony Parker    | 6 829  |
| Interceptions           | Manu Ginóbili  | 1 392  |
| Total de rebonds        | Tim Duncan     | 15 091 |
| Contres                 | Tim Duncan     | 3 020  |
| Tirs marqués            | Tim Duncan     | 10 285 |
| 3 points inscrits       | Manu Ginóbili  | 1 495  |
| Lancers francs inscrits | David Robinson | 6 035  |
| Pertes de balles        | Tim Duncan     | 3 381  |

### Sur un match
| Statistique                | Joueur                                          | Record | Date |
| -------------------------- | ----------------------------------------------- | ------ | --- |
| Minutes                    | Mike Mitchell                                   | 58     | 6 mars 1982                                                                                                   |
| Points                     | David Robinson                                  | 71     | 24 avril 1994                                                                                                 |
| Paniers marqués            | David Robinson                                  | 26     | 24 avril 1994                                                                                                 |
| Paniers tentés             | George Gervin                                   | 49     | 9 avril 1978                                                                                                  |
| Paniers à 3 points réussis | Chuck Person                                    | 9      | 30 décembre 1997                                                                                              |
| Paniers à 3 points tentés  | Jaren Jackson Devonte' Graham Victor Wembanyama | 16     | 20 novembre 1999 10 février 2023 13 novembre 2024 25 décembre 2024                                            |
| Lancers francs réussis     | George Gervin David Robinson Manu Ginóbili      | 18     | 27 décembre 1979 25 février 1983 24 avril 1994 23 novembre 1994 12 mars 1996 10 décembre 1997 29 janvier 2009 |
| Lancers francs tentés      | David Robinson                                  | 25     | 24 avril 1994                                                                                                 |
| Rebonds défensifs          | Dennis Rodman Tim Duncan Victor Wembanyama      | 23     | 22 janvier 1994 1er février 2003 4 janvier 2025                                                               |
| Rebonds offensifs          | Terry Cummings                                  | 16     | 28 février 1990                                                                                               |
| Total rebonds              | Dennis Rodman                                   | 32     | 22 janvier 1994                                                                                               |
| Passes décisives           | John Lucas                                      | 24     | 15 avril 1984                                                                                                 |
| Interceptions              | Larry Kenon                                     | 11     | 26 décembre 1976                                                                                              |
| Contres                    | George Johnson                                  | 13     | 24 février 1981                                                                                               |
| Balles perdues             | George Gervin Artis Gilmore                     | 11     | 20 novembre 1977 16 avril 1983                                                                                |

## Records individuels en Playoffs

### En carrière en playoffs
| Statistique             | Joueur        | Record |
| ----------------------- | ------------- | ------ |
| Matchs joués            | Tim Duncan    | 251    |
| Points                  | Tim Duncan    | 5 172  |
| Passes décisives        | Tony Parker   | 1 143  |
| Interceptions           | Manu Ginóbili | 292    |
| Total de rebonds        | Tim Duncan    | 2 859  |
| Contres                 | Tim Duncan    | 568    |
| Tirs marqués            | Tim Duncan    | 1 975  |
| 3 points inscrits       | Manu Ginóbili | 324    |
| Lancers francs inscrits | Tim Duncan    | 1 218  |
| Pertes de balles        | Tim Duncan    | 633    |

### Sur un match en playoffs
| Statistique                | Joueur                                                    | Record | Date                                               |
| -------------------------- | --------------------------------------------------------- | ------ | -------------------------------------------------- |
| Minutes jouées             | Terry Cummings David Robinson                             | 52     | 15 mai 1990 16 mai 1995                            |
| Points                     | George Gervin                                             | 46     | 18 avril 1978                                      |
| Paniers marqués            | George Gervin                                             | 19     | 11 mai 1979 4 avril 1980                           |
| Paniers tentés             | George Gervin                                             | 32     | 18 avril 1978                                      |
| Lancers francs réussis     | Tim Duncan Kawhi Leonard                                  | 19     | 22 mai 1999 17 avril 2017                          |
| Lancers francs tentés      | David Robinson Tim Duncan                                 | 23     | 16 mai 1993 22 mai 1999 22 mai 2006                |
| Paniers à 3 points réussis | Michael Finley                                            | 8      | 2 mai 2007                                         |
| Paniers à 3 points tentés  | Brent Barry Patty Mills                                   | 12     | 27 mai 2008 9 mai 2017                             |
| Rebonds défensifs          | Tim Duncan                                                | 20     | 14 mai 2002 25 avril 2003                          |
| Rebonds offensifs          | Dennis Rodman                                             | 12     | 28 mai 1995                                        |
| Total rebonds              | Tim Duncan                                                | 25     | 14 mai 2002                                        |
| Passes décisives           | Johnny Moore                                              | 20     | 27 avril 1983                                      |
| Interceptions              | Alvin Robertson Avery Johnson Manu Ginóbili Kawhi Leonard | 6      | 29 avril 1988 12 mai 1996 4 mai 2014 22 avril 2017 |
| Contres                    | Tim Duncan                                                | 9      | 18 mai 2007                                        |
| Balles perdues             | Tim Duncan                                                | 10     | 7 mai 2002                                         |

## Records de la franchise

### Sur une saison
| Statistique                    | Record | Moyenne par match          | Saison    |
| ------------------------------ | ------ | -------------------------- | --------- |
| Points marqués                 | 10 207 | 121,5 points / match       | 1970-1971 |
| Rebonds                        | 4 697  | 55,9 rebonds / match       | 1970-1971 |
| Passes décisives               | 2 449  | 29,9 passes / match        | 2023-2024 |
| Interceptions                  | 961    | 11,7 interceptions / match | 1988-1989 |
| Contres                        | 643    | 7,8 contres / match        | 1980-1981 |
| Tirs marqués                   | 3 964  | 47,2 tirs / match          | 1970-1971 |
| Tirs tentés                    | 8 938  | 106,4 tirs / match         | 1970-1971 |
| Pourcentage au tir             | 51,3%  | /                          | 1984-1985 |
| 3 points marqués               | 1 158  | 14,1 tirs / match          | 2024-2025 |
| 3 points tentés                | 3 246  | 39,6 tirs / match          | 2024-2025 |
| Pourcentage à 3 points         | 40,7%  | /                          | 2000-2001 |
| Lancers francs marqués         | 2 340  | 27,8 tirs / match          | 1969-1970 |
| Lancers francs tentés          | 2 968  | 35,3 tirs / match          | 1969-1970 |
| Pourcentage aux lancers francs | 81,9%  | /                          | 2018-2019 |
| Pertes de balles               | 1 770  | 14,3 pertes / match        | 1976-1977 |